# ფ
Pʰari (asomtavruli Ⴔ, nuskhuri ⴔ, mkhedruli ფ) es la letra 24ª del alfabeto georgiano.
En el sistema de numeración georgiano tiene un valor de 500.
Pʰari representa la oclusiva bilabial sorda aspirada /pʰ/, compartiendo similitudes con "pʰiúr" del alfabeto armenio Փ փ.

## Letra
| asomtavruli | nuskhuri | mkhedruli |
| ----------- | -------- | --------- |
|             |          |           |

## Codificación digital
| asomtavruli | nuskhuri | mkhedruli |
| ----------- | -------- | --------- |
| U + 10B4    | U + 2D14 | U + 10E4  |

## Braille
| mkhedruli |
| --------- |
|           |